# Tombeau (architecture)
Pour les articles homonymes, voir tombeau.

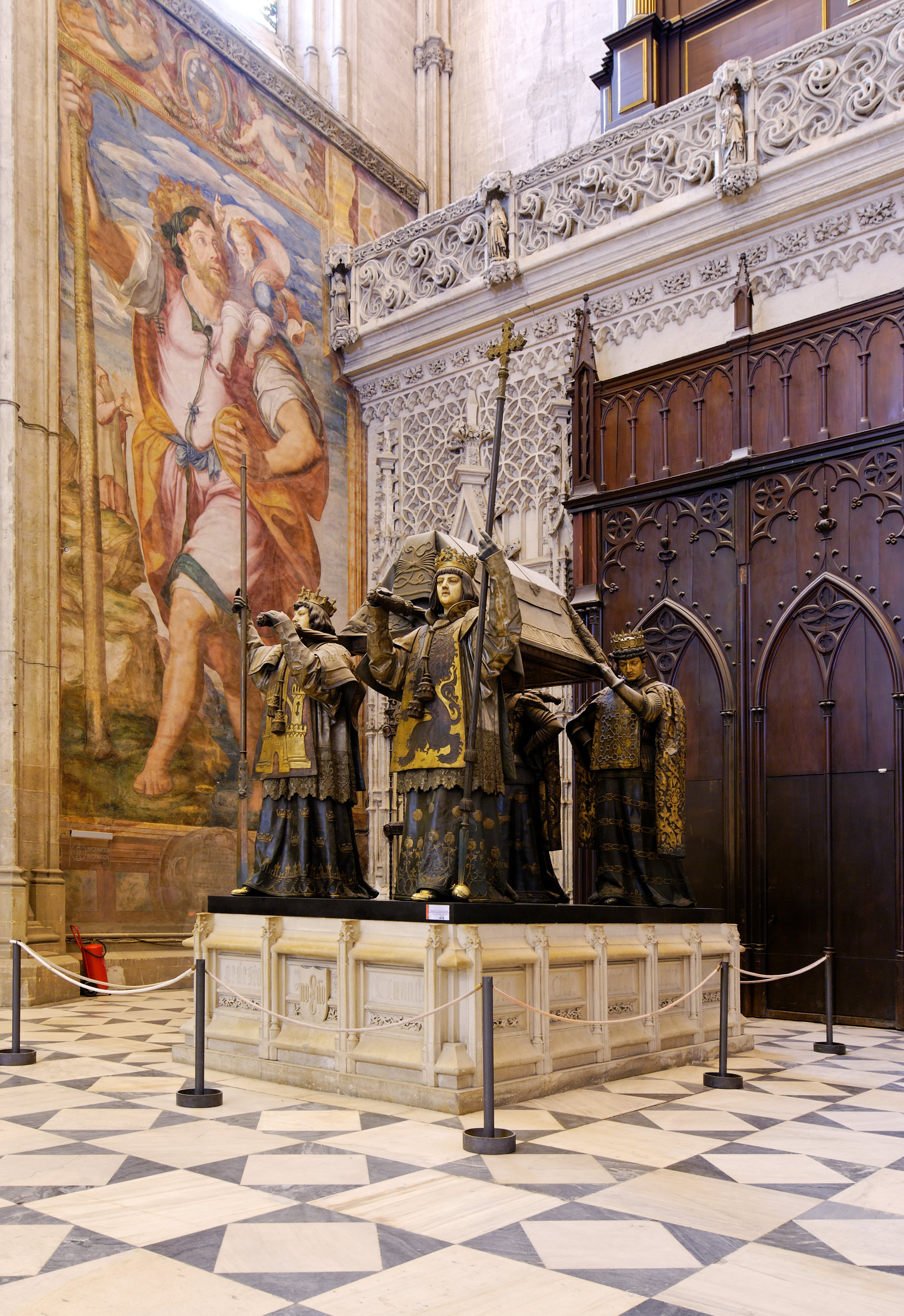
Tombeau de Christophe Colomb dans la cathédrale de Séville.

Un tombeau, en architecture, est un monument funéraire élevé sur la tombe d'un mort et qui sert de sépulture. Il s'agit d'un édifice — plus ou moins imposant, bâti sur un terrain mausolée, ou creusé dans la roche (hypogée) — dans lequel se trouve une sépulture.
Ce terme s'applique plus particulièrement pour désigner la tombe d'une personnalité publique, d'une famille importante ou d'édifices funéraires indépendants comme les chapelles funéraires.

## Histoire
Les tombeaux du Moyen Âge peuvent être divisés en trois séries : la première comprend les sarcophages proprement dits, plus ou moins décorés de sculptures, mais sans représentation du défunt. Les sarcophages sont apparents et placés au-dessus du sol.
La deuxième est constituée par les socles posés sur une sépulture, portant parfois l’effigie du mort, et placés soit dans une sorte de niche ou petite chapelle, soit sous un édicule en forme de dais.
La troisième série recouvre les tombes plates posées au niveau du pavé des églises, gravées ou en bas-relief, et formant comme le couvercle de la fosse renfermant le cercueil.
Dans les cathédrales, les évêques étaient ensevelis sous le pavé du chœur ou entre les piliers du sanctuaire. Des princes profitaient du même privilège. C’était principalement dans les églises abbatiales que les princes se faisaient ensevelir. Les fondateurs d’abbayes se réservaient le droit d’être enterrés, eux et leurs successeurs, dans l’église érigée avec leurs dons.
À partir du XVe siècle, les rois africains appelés Togbui sont enterrés avec des objets sacrés et des dessins recouvrant la chambre où est installée la tombe servant de vestiges comme celui des Askia.

## Exemples d'architecture tombale

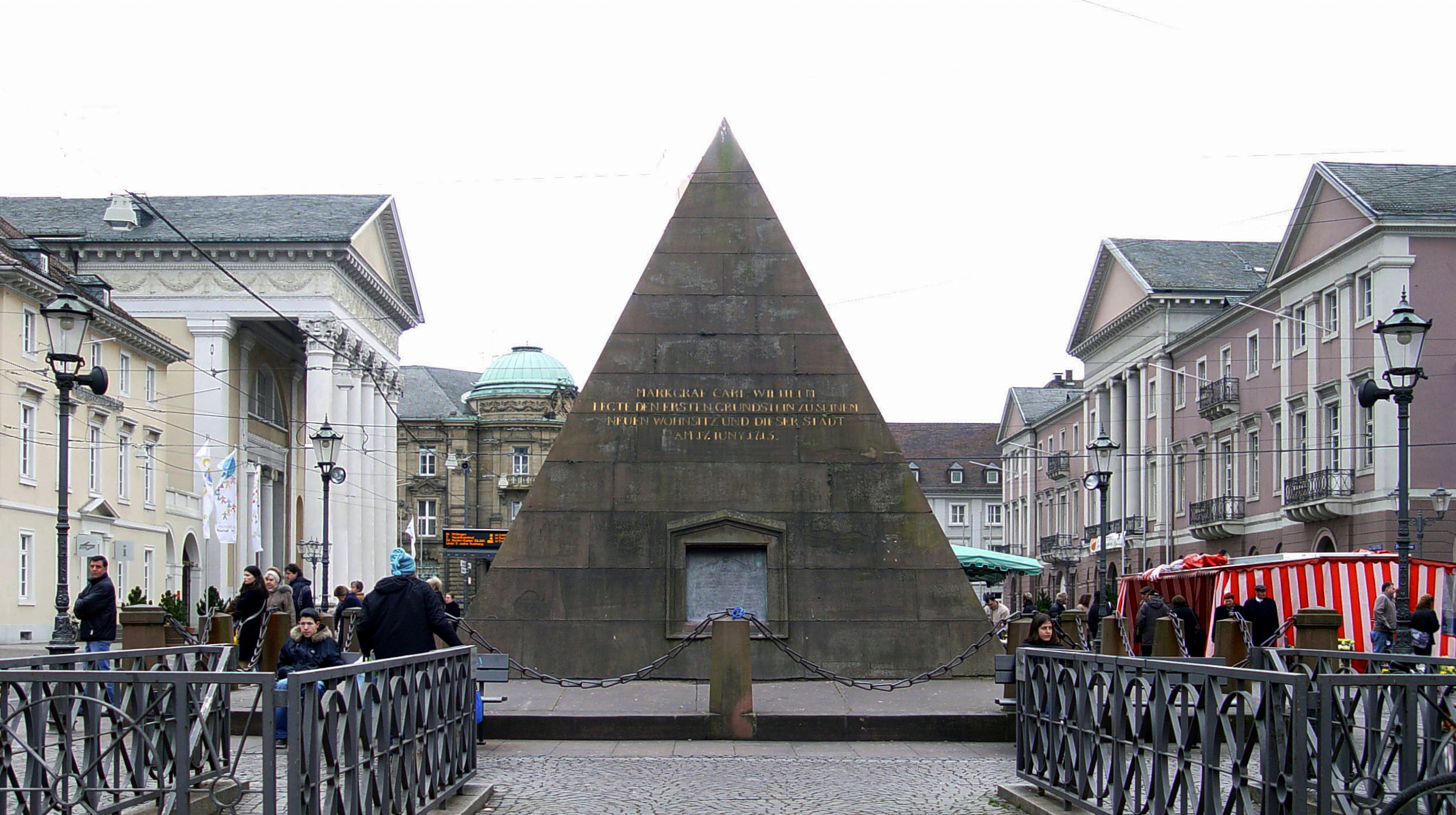
La pyramide de Karlsruhe, sur la place du marché de la ville.

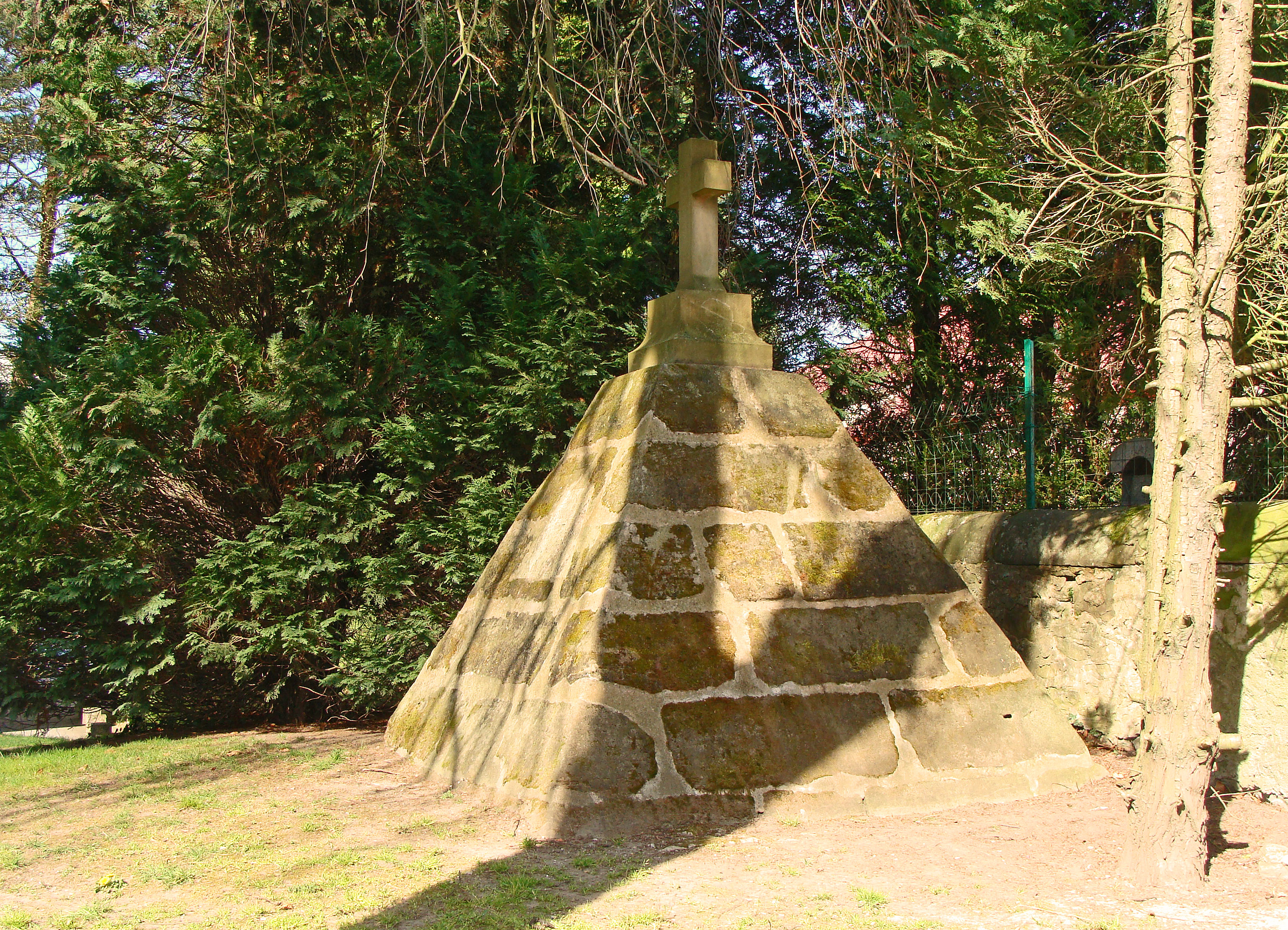
Tombe pyramidale de Philippe-Louis Mangay à Freyming-Merlebach.

- Tombeau de Christophe Colomb dans la cathédrale Notre-Dame du Siège de Séville.
- La pyramide de Karlsruhe est une pyramide de grès rouge située au centre de la place du marché à Karlsruhe, en Allemagne. C'est le tombeau du fondateur de la ville, le margrave Charles-Guillaume de Bade-Durlach. Elle a été érigée entre 1823 et 1825, sous la direction de l'architecte Friedrich Weinbrenner, à la place de la Konkordienkirche, l'église luthérienne baroque à colombages qui accueillait la dépouille de Charles-Guillaume depuis 1807. La pyramide a une assise carrée et une hauteur extérieure de 6,5 mètres. C'est un exemple de l'éclectisme égyptien, un style en vogue au début du XIXe siècle, à la suite de la campagne d'Égypte menée par Napoléon. Les successeurs du margrave ne reposent pas dans la pyramide, mais dans une chapelle funéraire construite au nord-est du centre-ville, dans le parc du château.
- La pyramide de Philippe-Louis Mangay. À Freyming-Merlebach, Philippe-Louis Mangay (1782-1842), riche avocat à la cour royale de Metz, se fait inhumer dans une tombe de forme pyramidale, square Saint-Maurice[2]. Cette tombe est située près du chœur (XVIIIe siècle) de l'ancienne église paroissiale de Feyming.

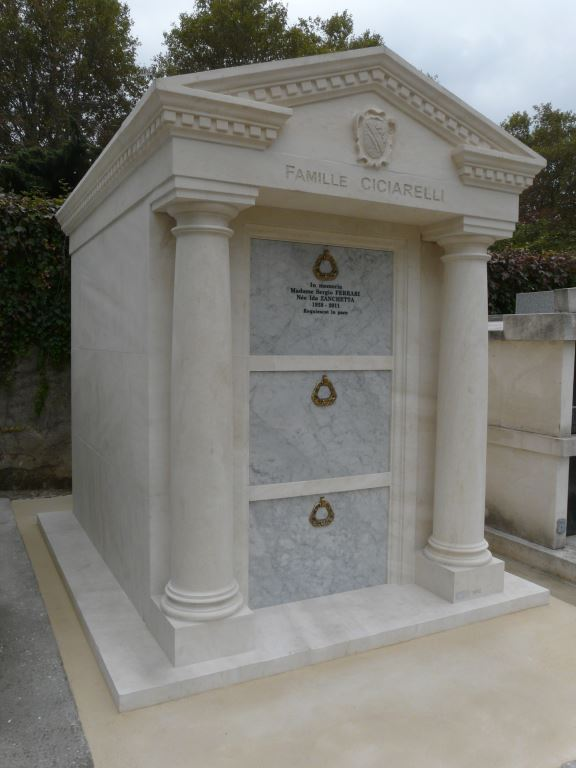
Tombeau en pierre de taille et marbre blanc de la famille Ciciarelli.

- Le mausolée Anıtkabir en Turquie à Ankara. Le mausolée contient le tombeau de Mustafa Kemal Atatürk, le fondateur et premier président de la république de Turquie, mort le 10 novembre 1938. Il est situé à Ankara sur la colline d’Anıttepe.

### En France
- Mausolée Letenneur à Roncey dans la Manche, construit en 1900.
- Tombeau de Dagobert dans la basilique Saint-Denis.
- Tombeau de Beaudoin II et Beaudoin III, évêques de Noyon, qui était placé contre la muraille de l’abbaye Notre-Dame d'Ourscamp.
- Tombeau du prêtre Barthélémy de la Place, placé dans l’église Saint-Barthélémy de Chénérailles.
- Tombeau de l’archevêque Pierre de La Jugie, placé entre deux des piliers du chœur de la Cathédrale Saint-Just-et-Saint-Pasteur de Narbonne.